# Montel Vontavious Porter
Alvin Burke, Jr. és un lluitador professional dels Estats Units que treballa a World Wrestling Entertainment a la marca de Smackdown! però amb el sobrenom de Montel Vontavious Porter o "MVP". Burke va entrar a la lluita professional el 2003.